# Beniamino Placido

Beniamino Placido, nel film Io sono un autarchico (1976)

Beniamino Placido (Rionero in Vulture, 1º febbraio 1929 – Cambridge, 6 gennaio 2010) è stato un giornalista, critico letterario e conduttore televisivo italiano.

## Biografia
Nato da Michele e Maria Nucci, era terzo di cinque figli, nonché cugino del padre dell'attore Michele Placido. Suo padre morì nel 1937 ad Asmara, durante le guerre coloniali del regime fascista. Dopo aver frequentato il Liceo classico Quinto Orazio Flacco di Potenza, si trasferì con la famiglia a Roma dove si laureò in lettere presso l'Università La Sapienza, in seguito ottenne tramite concorso la carica di consigliere parlamentare della Camera dei deputati, ove ebbe la titolarità dell'ufficio di segreteria della Commissione agricoltura. Mentre negli anni sessanta il suo collega Antonio Maccanico andava negli Stati Uniti come studioso del sistema finanziario internazionale, nell'autunno del 1963 Placido vi si recava per studiare la letteratura angloamericana, dando seguito a un interesse già coltivato negli anni precedenti seguendo le lezioni universitarie di Mario Praz: ne derivò una profonda conoscenza della materia, che insegnò per alcuni anni alla Sapienza, mentre abbandonava la carriera amministrativa parlamentare.
Dopo il matrimonio con la docente Anna Amendola, si è unito alla scrittrice e traduttrice Nadia Fusini dalla quale ha avuto la figlia Barbara.
Ha collaborato fin dai primi numeri alle pagine culturali del quotidiano La Repubblica, tenendo fra l'altro la fortunata rubrica di critica televisiva A Parer Mio dal 1985 al 1993, e continuando a pubblicarvi interventi sornioni e pungenti sulla letteratura e il costume. Collaborò con Rai 1 presentando in prima serata: Serata Garibaldi (RAI 1, 1982), Serata Marx (RAI 1, 1983), Serata Mussolini (RAI 1, 1983), Serata Orwell (RAI 1, 1984), Serata Manzoni (RAI 1, 1985) e Serata Freud (RAI 1, 1986). Sotto la direzione di Angelo Guglielmi, condusse per Rai 3 (insieme a Indro Montanelli) Eppur si muove, programma sul comportamento degli italiani andato in onda in dieci puntate nel 1994. 
Sull'universo televisivo ha pubblicato: Tre divertimenti, Variazioni sul tema dei Promessi Sposi, di Pinocchio, e di Orazio (1990), composizioni giocose ed esercizi di stile sulla TV, e La televisione col cagnolino (1993), in cui un celebre racconto di Anton Čechov, La signora con il cagnolino, diventa lo spunto, lieve, indiretto, per meditare sul funzionamento della televisione. Placido ha insegnato ad avere con la TV un rapporto inquieto e sensibile, applicando al piccolo schermo una critica "creativa" fatta di invenzioni, divagazioni, ironia.
A un collega inesperto che gli chiedeva cosa significasse fare il critico televisivo, Placido ha risposto:
È morto il 6 gennaio 2010, all'età di 80 anni, dopo una lunga malattia, a Cambridge, nel Regno Unito, dove si era stabilito da un paio di mesi accanto alla figlia Barbara.

### Partecipazioni
Al cinema è apparso nei film di Nanni Moretti Come parli frate? (1974) e Io sono un autarchico (1976), in Porci con le ali (1977) di Paolo Pietrangeli e in Cavalli si nasce (1989) di Sergio Staino, mentre in televisione nei programmi 16 e 35 (1978), Serata Garibaldi (1982), Serata Mussolini (1983), Serata Manzoni (1985) ed Eppur si muove (1994).

## Opere
- Le due schiavitù. Per un'analisi dell'immaginazione americana, Torino, Einaudi, 1975. Nuova edizione a cura di A. Portelli e F. Cappa, Milano, Feltrinelli, 2023. ISBN 880789839X
- (con Umberto Eco e Gian Paolo Ceserani) La riscoperta dell'America, Roma-Bari, Laterza, 1984. ISBN 8842024627
- Tre divertimenti. Variazioni sul tema dei Promessi sposi, di Pinocchio e di Orazio, Bologna, Il mulino, 1990. ISBN 9788815028129
- La televisione col cagnolino, Bologna, Il mulino, 1993. ISBN 9788815041180
- (con Indro Montanelli) Eppur si muove. Cambiano gli italiani?, Milano, Rizzoli, 1995. ISBN 9788817428095
- Beniamino Placido presenta Il grande inquisitore di Dostoevskij, Roma-Bari, Laterza, 1995. ISBN 9788842046936
- Nautilus. La cultura come avventura, a cura di Franco Marcoaldi, Roma-Bari, GLF editori Laterza, 2010. ISBN 9788842093718

## Riconoscimenti
- Premio Scanno
  - 1984 – per il Giornalismo